# Episodi di Digimon Adventure: (serie animata 2020)

Logo della serie

Questa è la lista degli episodi dell'anime Digimon Adventure:, nona serie animata del franchise Digimon nonché reboot della serie originale del 1999 Digimon Adventure.
La serie, prodotta da Toei Animation, è stata trasmessa in Giappone su Fuji TV dal 5 aprile 2020 al 26 settembre 2021 per un totale di 67 episodi. Crunchyroll ha trasmesso la serie in simulcast in versione sottotitolata. Il 19 aprile 2020, Toei Animation ha annunciato che il quarto episodio e quelli successivi sarebbero stati posticipati a causa della pandemia di COVID-19. La serie è rimasta sospesa per circa due mesi e al suo posto, dal 26 aprile al 31 maggio 2020, sono state trasmesse le repliche di Kitaro dei cimiteri del 2018. La serie è poi ritornata in onda il 7 giugno, ricominciando dal primo episodio. Toei Animation ha successivamente annunciato il 19 giugno che la serie avrebbe ripreso a trasmettere nuovi episodi a partire dall'episodio 4 il 28 giugno.
La sigla d'apertura è Mikakunin hikousen (未確認飛行船?) cantata da Takayoshi Tanimoto. Quest'ultimo ha anche cantato tre insert songs. La prima di queste è Be The Winners, impiegata per le evoluzioni di livello Adulto, la seconda è X-treme Fight, che accompagna quelle di livello Perfetto mentre la terza è Break the chain, che invece è presente durante quelle di livello Definitivo.
In chiusura si sono susseguiti cinque differenti brani: Kuyashisa wa tane (悔しさは種?) di Chiai Fujikawa (ep. 1-13), Q? di Reol (ep. 14-26), Mind game di Maica_n (ep. 27-38), Overseas Highway (オーバーシーズ・ハイウェイ?, Ōbāshīzu Haiuei) di Wolpis Carter e Orangestar (ep. 39-54) e Dreamers della boy band K-pop Ateez (ep. 55-67).

## Lista episodi
| Nº | Titolo italiano Giapponese 「Kanji」 - Rōmaji - Traduzione letterale | In onda           | In onda |
| Nº | Titolo italiano Giapponese 「Kanji」 - Rōmaji - Traduzione letterale | Giapponese        |         |
| 1  | Crisi digitale a Tokyo 「東京 デジタルクライシス」 - Tōkyō Dejitaru Kuraishisu – "Tokyo crisi digitale" | 5 aprile 2020     |         |
| 1  | Mentre si prepara per il prossimo campo estivo, Taichi Yagami riceve la visita del suo nuovo vicino Koshiro Izumi quando scopre che i sistemi elettrici di Tokyo sono andati in tilt. Rendendosi conto che sua madre e sua sorella, Hikari Yagami, sono intrappolate su un treno in movimento, i due giovani corrono alla vicina stazione dove Taichi viene improvvisamente trasportato in un altro mondo, all'interno della Rete, lì incontra un Digimon ferito di nome Koromon che combatte un gruppo di Algomon. Un Digivice appare nelle mani di Taichi e Koromon si evolve in Agumon. Un altro Digivice appare davanti a Koshiro e lo usa per informare Taichi che gli Algomon sono responsabili del caos e Taichi e Agumon combattono insieme per sconfiggerli. Durante il combattimento, Agumon si evolve in Greymon per vincere la battaglia, fermando il black out e salvando la famiglia di Taichi. Però, l'Algomon prende il controllo dei sistemi di rete dell'esercito degli Stati Uniti. Nel frattempo, Taichi nota Yamato Ishida che osserva silenziosamente la battaglia. |                   |         |
| 2  | War game 「ウォー・ゲーム」 - Wō Gēmu – "Gioco di guerra" | 12 aprile 2020    |         |
| 2  | Yamato e il suo partner Garurumon si uniscono a Taichi e Koshiro nella loro missione per fermare l'attacco di Algomon nei sistemi dell'esercito americano. Gli Algomon hanno preso il controllo di un sottomarino e si stanno preparando a lanciare un missile nucleare. Greymon e Garurumon combattono insieme per mettere all'angolo Algomon che si evolve in una forma più potente, respingendoli. Il missile parte e Koshiro scopre che il suo obiettivo è Tokyo. Quando tutto sembra perduto, Greymon e Garurumon si uniscono improvvisamente formando Omegamon. |                   |         |
| 3  | E ora, verso il Mondo Digitale 「そしてデジタルワールドへ」 - Soshite Dejitaru Wārudo e – "E al Mondo Digitale" | 19 aprile 2020    |         |
| 3  | Omegamon sconfigge Algomon e reindirizza il missile lontano da Tokyo. Taichi e Yamato tornano nel loro mondo poco dopo. Al campo estivo, Taichi e Koshiro discutono dell'apparente simbiosi tra la tecnologia del loro mondo e il mondo digitale e incontrano l'amica d'infanzia di Taichi, Sora Takenouchi. Nel frattempo, Tokyo continua a subire interruzioni di corrente e Koshiro stima che le funzioni urbane di Tokyo cesseranno se le interruzioni di corrente continueranno per le prossime 72 ore. Taichi, parte per incontrare Koshiro per discutere ulteriormente la situazione, si ritrova però improvvisamente trasportato nel Mondo Digitale e si riunisce con Agumon. |                   |         |
| 4  | Birdramon spicca il volo 「バードラモン飛翔」 - Bādoramon hishō – "Vola Birdramon" | 28 giugno 2020    |         |
| 4  | Riuniti nel Mondo Digitale, Taichi e Agumon trovano Sora, che è stata trasportata lì. Dopo che Koshiro entra in contatto con Taichi gli rivela che si trova da un'altra parte della Rete e informa gli amici di aver stretto amicizia con un Tentomon, il Digivice di Taichi punta un raggio di luce su una montagna color arcobaleno, indicando la loro prossima destinazione. Lungo la strada, incontrano un Piyomon che fugge da uno Snimon ostile. Il gruppo sfugge all'inseguitore gettandosi in un fiume e, una volta al sicuro, costruisce una zattera per proseguire il viaggio. Durante il viaggio lungo il fiume, un Coelamon tende loro un'imboscata e Agumon si evolve in Greymon per combatterlo. Nel frattempo, lo Snimon ritorna e cattura Piyomon. Sora tenta di salvarla e ottiene il suo Digivice, permettendo a Piyomon di evolversi in Birdramon e combattere Snimon. Dopo che entrambi i nemici sono stati sconfitti, Birdramon porta il gruppo a destinazione dove trovano alcune rovine abbandonate. Nel frattempo, Koshiro e Tentomon vengono inghiottiti da un Whamon mentre si stavano dirigendo verso il Mondo Digitale. |                   |         |
| 5  | I Digimon Sacri 「聖なるデジモン」 - Seinaru Dejimon – "Digimon sacro" | 5 luglio 2020     |         |
| 5  | Alle rovine, Taichi e gli altri vengono accolti dallo spirito di Valdurmon che racconta loro la storia di un'antica guerra tra i Digimon di luce e oscurità. Il Digimon della luce ha vinto dopo molti sacrifici e ha portato un'era di pace, ma le forze dell'oscurità stanno risorgendo e Taichi e gli altri bambini sono stati scelti per fermarli, non solo per salvare il Mondo Digitale, ma anche il mondo umano. I bambini vengono istruiti a cercare il Digimon Sacro nel continente di Cloud ma la loro conversazione viene interrotta da un esercito di Dokugumon guidato da Ogremon. Con l'aiuto di Birdramon, sfuggono l'imboscata. Nel frattempo, il Whamon che trasporta Koshiro e Tentomon viene attaccato da un'orda di Tylomon. Lasciando la bocca di Whamon con l'aiuto di Tentomon, Koshiro conclude che i Tylomon sono controllati da un vicino Soundbirdmon. |                   |         |
| 6  | Il regno preso di mira 「狙われた王国」 - Nerawa reta ōkoku – "Il regno preso di mira" | 12 luglio 2020    |         |
| 6  | Sulla strada per l'oceano, il gruppo di Taichi viene catturato da un Palmon che li scambia per ladri di frutta e li porta da Mimi Tachikawa, l'autoproclamata regina di un villaggio di Tanemon. Rivela poi loro che i Tanemon sono minacciati da un branco di Tuskmon che hanno rubato i loro frutti e Taichi accetta di aiutarli. Koshiro li contatta e rivela che il tempo nel Mondo Digitale scorre molto più velocemente che nel mondo umano, dando loro più tempo per fermare le interruzioni a Tokyo di quanto inizialmente credessero. Nel frattempo, Ogremon porta i Tuskmon sotto il suo controllo e li invia ad attaccare il villaggio. Taichi e Sora affrontano gli invasori mentre Mimi e Palmon si difendono da Ogremon, che effettua un attacco a sorpresa a cavallo di un Drimogemon. Palmon rimane gravemente ferita mentre protegge Mimi, la cui determinazione a rimanere al fianco del suo Digimon, così riesce a farla evolvere in Togemon. Togemon sconfigge il Drimogemon mentre Greymon rompe una delle corna di Ogremon, allontanandolo. Successivamente, Mimi e Palmon salutano i Tanemon e si uniscono agli altri nel loro viaggio. Nella scena finale si vede, Ogremon arrabbiato per la sua sconfitta. |                   |         |
| 7  | Quel ragazzino è Kido Joe 「その男、城戸丈」 - Sono otoko, Kido Jō – "Quel ragazzo, Joe Kido" | 19 luglio 2020    |         |
| 7  | I bambini finalmente raggiungono l'oceano e si prendono un momento per rilassarsi. Birdramon spicca il volo con Taichi, Sora e Agumon per esplorare il mare, ma vengono buttati giù da un Gesomon in agguato sotto le onde. Il gruppo viene salvato e riportato a riva da Gomamon, un Digimon acquatico che rivela di essere il partner di Joe Kido, un altro prescelto. Il gruppo cerca di convincere Joe a unirsi a loro nella loro viaggio, ma lui rifiuta, essendo più preoccupato per gli esami di ammissione alle superiori che per salvare il mondo. Joe dice a Gomamon di unirsi al gruppo di Taichi mentre lui resta indietro a studiare e aspettare aiuto. Taichi e gli altri preparano un piano per attirare Gesomon a riva usando Gomamon come esca. Il piano riesce ma Gomamon rimane ferito, e poiché Gesomon tiene testa a Greymon e Togemon, Joe si rende conto che Gomamon è sempre stato lì per lui durante il suo periodo nel Mondo Digitale, innescando l'evoluzione di Gomamon in Ikkakumon. Insieme, i tre Digimon sconfiggono Gesomon e i bambini cavalcano Ikkakumon verso la loro prossima destinazione. |                   |         |
| 8  | I bambini attaccano la fortezza 「子供たちの攻城戦」 - Kodomotachi no kōjōsen – "L'assedio dei bambini" | 26 luglio 2020    |         |
| 8  | Cavalcando Ikkakumon, i bambini arrivano dall'altra parte dell'oceano, quando vengono attaccati da lontano. Vengono salvati da Yamato e dal suo partner Gabumon, che rivela che c'è un Gorimon che li sta colpendo da una fortezza. Certo che gli altri lo ostacoleranno solo, Yamato li lascia indietro e lancia un attacco alla fortezza da solo, fino a quando un disperato Joe chiede la resa, ma fallisce. Questo dà a Taichi e Sora l'idea di agire come esche per Yamato, che coglie l'occasione per sconfiggere Gorimon. Dopo che tutti gli altri nemici sono stati sconfitti, Yamato si scusa con gli altri per non fare affidamento su di loro e, mentre esplora la fortezza, il gruppo trova una tavola di pietra che Taichi afferma contenere informazioni riguardanti il Digimon Sacro. |                   |         |
| 9  | L'attacco del Digimon di livello Perfetto 「完全体・襲来」 - Kanzentai shūrai – "L'attacco del Digimon di livello Perfetto" | 2 agosto 2020     |         |
| 9  | Taichi apprende dalla tavola che il Digimon Sacro è stato catturato dal nemico e mentre i bambini discutono su cosa fare dopo, Ogremon appare e sfida Taichi e Agumon per una rivincita. Durante il loro combattimento, un branco di Coredramon arriva per attaccare gli altri bambini, finché Koshiro e Kabuterimon non arrivano per riunirsi agli altri Ogremon li disperde. Ogremon e Greymon hanno un feroce duello fino a quando un MetalTyrannomon arriva per attaccare entrambi. Greymon viene sconfitto dal nemico e sentendosi tradito e disonorato, Ogremon indica ai bambini la posizione del Digimon Sacro, invitandoli a scappare mentre combatte MetalTyrannomon da solo, sacrificando sé stesso. |                   |         |
| 10 | La super evoluzione d'acciaio 「鋼鉄の超進化」 - Kōtetsu no chōshinka – "La super evoluzione d'acciaio" | 9 agosto 2020     |         |
| 10 | Con MetalTyrannomon che li insegue, i bambini si rifugiano in una grotta dove Koshiro, analizzando i dati che ha ottenuto alla fortezza, individua il luogo in cui è tenuto il Digimon Sacro in base alle indicazioni di Ogremon. Dà anche a Taichi alcune informazioni sui modelli di attacco di MetalTyrannomon, Taichi e Agumon rimangono indietro per distrarre il nemico mentre gli altri scappano, ma la loro avanzata è interrotta da un lago di miasma che blocca la loro strada. Nel frattempo, Taichi e Greymon combattono contro MetalTyrannomon nonostante siano in svantaggio fino a quando Greymon si evolve in MetalGreymon e lo sconfigge. Incapaci di procedere in avanti a causa del miasma, i bambini decidono di girare intorno al lago divisi in due gruppi, sperando che almeno uno di loro possa trovare un modo per superarlo. |                   |         |
| 11 | Il lupo che si staglia nel deserto 「砂漠に立つ狼」 - Sabaku ni tatsu ōkami – "Il lupo eretto nel deserto" | 16 agosto 2020    |         |
| 11 | Separati dagli altri, Taichi, Koshiro e Mimi trovano alcune rovine della foresta e decidono di indagare. Nel frattempo, Yamato, Sora e Joe subiscono un'imboscata nel deserto da parte di alcuni SandYanmamon, poi appare uno SkullScorpiomon che attacca entrambe le parti. I tre scappano in una grotta, portando con loro i Kyaromon che hanno salvato, da Neamon, che sta guidando un gruppo di rifugiati alla ricerca di Leomon, che sta guidando la lotta contro il Digimon posseduto dal miasma. Yamato afferma che i bambini hanno già il loro compito a portata di mano e si rifiuta di offrire aiuto, ma Joe e Sora decidono di aiutarli. Mentre Yamato parte da solo, gli altri attraversano il deserto insieme finché lo SkullScorpiomon e altri SandYanmamon appaiono e li attaccano. Proprio mentre stanno per essere sconfitti, Yamato ritorna e li difende, riuscendo infine a far evolvere Garurumon in WereGarurumon, che distrugge facilmente SkullScorpiomon. Dopo aver portato i rifugiati in salvo, i bambini continuano il loro viaggio insieme. Tornando alle rovine, Mimi fa scattare una trappola e cade in un buco con Palmon, con grande disperazione degli altri. |                   |         |
| 12 | Lilimon sboccia 「リリモン開花」 - Ririmon kaika – "Lilimon fiorisce" | 23 agosto 2020    |         |
| 12 | Taichi e Koshiro cercano di localizzare Mimi e Palmon dopo che le due sono cadute nelle profondità delle rovine. Nel frattempo, Mimi e Palmon vagano per le rovine, alla fine incontrano un Guardromon disattivato tra pile di parti robotiche di Digimon, verso le quali Mimi esprime simpatia. Andromon appare e li attacca, battendo facilmente Togemon, ma Guardromon si riattiva improvvisamente da solo e li aiuta a fuggire. Grazie a Guardromon, Mimi e Palmon alla fine si riuniscono con gli altri, ma Andromon li raggiunge, abbattendo facilmente Guardromon e Kabuterimon e dimostrandosi in grado di schivare e resistere agli attacchi e al potere di MetalGreymon. Il Guardromon gravemente danneggiato, ricordando la gentilezza di Mimi nei suoi confronti, si sacrifica per trattenere Andromon, con il dolore di Mimi che fa evolvere Togemon in Lilymon che finalmente sconfigge Andromon, che sembrava però star riacquistando i sensi all'ultimo momento. Il gruppo ha poi scoperto che Guardromon e Andromon erano ex compagni fino a quando quest'ultimo non è stato manipolato. La determinazione di Mimi si è rafforzata, e lascia un fiore in ricordo dei due Digimon prima che il gruppo continui il loro viaggio. |                   |         |
| 13 | Garudamon dalle ali cremisi 「紅蓮の翼ガルダモン」 - Guren no tsubasa Garudamon – "Le ali cremisi di Garudamon" | 30 agosto 2020    |         |
| 13 | Il gruppo di Yamato continua il suo viaggio in volo con Birdramon sopra una giungla quando incontrano uno sciame di Funbeemon che fugge da un esercito di Waspmon guidato da CannonBeemon simile a una fortezza, vengono attaccati, e atterrano nella giungla sottostante. Subito dopo, Sora e Yamato scoprono da un Funbeemon fuggito che i Waspmon li stanno catturando per trasformarli in soldati per l'esercito di CannonBeemon, nel mentre Joe e Gomamon, separati dagli altri, vengono catturati. Sora e Yamato si lasciano catturare, lanciando un attacco nel momento in cui entrano nel corpo di CannonBeemon, mentre liberano Joe e Gomamo sono costretti a scappare prima che potessero liberare il resto del Funbeemon. Sora e Birdramon quindi cercano di tornare indietro per salvarli, ma i ragazzi capendo subito la decisione di Sora iniziano ad aiutarla. La compassione di Sora per gli altri innesca l'evoluzione di Birdramon in Garudamon e sconfigge CannonBeemon. Mentre il gruppo di Yamato si separa dal grato Funbeemon, il gruppo di Taichi si imbatte in un labirinto di canyon ... |                   |         |
| 14 | Il re degli insetti va alla carica 「激突 昆虫の王者」 - Gekitotsu konchū no ōja – "Scontro con il re degli insetti" | 6 settembre 2020  |         |
| 14 | Il gruppo di Taichi viene attaccato da uno sciame di Kuwagamon guidati da un Ookuwamon mentre viaggiano attraverso il canyon, la loro velocità e la loro coordinazione travolgono i Digimon dei ragazzi. Koshiro, che aveva sempre usato il suo tablet per analizzare i nemici che incontravano per individuare i loro punti deboli sin dal loro arrivo nel Mondo Digitale, rimane sconvolto quando il dispositivo si spegne improvvisamente in un momento critico. Mentre lui e Kabuterimon si sono separati dagli altri, i due vengono messi alle strette da Ookuwamon. Percependo la crescente insicurezza del suo partner, Kabuterimon aiuta Koshiro a rendersi conto che la sua eccessiva dipendenza dal suo tablet gli stava impedendo di usare la sua intelligenza naturale. Riacquistando la sua fiducia, Koshiro escogita un piano utilizzando le rocce sparse per il canyon per disorientare i Kuwagamon, permettendo agli altri di sconfiggerli. Durante il piano, Kabuterimon si evolve in AtlurKabuterimon e distrugge Ookuwagamon, l'episodio si conclude con il tablet di Koshiro che riprende a funzionare ancora una volta dopo la fine della battaglia. |                   |         |
| 15 | Il martello dei fulmini di Zudomon 「ズドモン 稲妻の鉄槌」 - Zudomon inazuma no tettsui – "Zudomon, Il martello del fulmine" | 13 settembre 2020 |         |
| 15 | Il gruppo di Yamato arriva su una montagna innevata dove si sono fermati per un riposare, in modo che Yamato e Sora possano mettersi d'accordo su come procedere. Joe, sentendosi escluso, viene rallegrato da Gomamon. Un Mammothmon, digimon simile a un mammut, tende loro un'imboscata, accompagnato da diversi Yukidarumon. Durante la fuga, Sora viene parzialmente congelata da un attacco di uno Yukidarumon. Un riluttante Joe accetta di allontanare il nemico mentre Yamato porta Sora in salvo. Alla fine messo alle strette dal nemico, il panico di Joe peggiora fino a quando Ikkakumon gli ricorda la situazione in cui si trova Sora, spingendo Joe a dire a Yamato di rimanere con Sora quando gli viene chiesto se ha bisogno di aiuto. La ritrovata determinazione di Joe nel proteggere i suoi amici, fa evolvere Ikkakumon in Zudomon, che sconfigge Mammothmon e Yukidarumon. Una volta riunito e con Sora che si è ripresa, il gruppo riparte in volo con Birdramon. Il gruppo di Taichi intanto percorre una lunga caverna che li conduce a Tokyo, in Giappone. |                   |         |
| 16 | L'ombra corvina invade Tokyo 「東京侵食 漆黒の影」 - Tōkyō Shinshoku Shikkoku no Kage – "L'ombra oscura erode Tokyo" | 20 settembre 2020 |         |
| 16 | Il gruppo di Taichi arriva a Tokyo e nota che nonostante i problemi precedenti tutto sembra normale. Durante il viaggio in metropolitana, Mimi e Palmon lasciano il gruppo per andare a mangiare qualcosa, mentre Taichi e gli altri tornano a casa. Tuttavia, durante il traggito, entrambi i gruppi notano numerose strane irregolarità. Dopo essersi riuniti, si rendono conto di essere ancora nel Mondo Digitale poiché questa Tokyo è una simulazione di dati informatici creata da Eyesmon responsabili dell'interruzione di corrente nella città, e la vera Tokyo è ancora in pericolo. Durante la battaglia, gli Eyesmon si uniscono in un'unica forma e usano la loro capacità di creare oggetti dai dati per sopraffare MetalGreymon, AtlurKabuterimon e Lilimon. Una volta che anche il gruppo di Yamato li raggiunge, tutti e sei i Digimon di livello Perfetto, combinano il loro potere per sconfiggere Eyesmon. Tuttavia, Koshiro scopre che il tempo nel loro mondo e quello nel Mondo Digitale si sono sincronizzati, poiché Tokyo è già al suo terzo giorno di blackout, la puntata si chiude con Eyesmon che si evolve in Orochimon. |                   |         |
| 17 | Battaglia contro Orochimon a Tokyo 「東京決戦 オロチモン」 - Tōkyō Kessen Orochimon – "La battaglia decisiva a Tokyo contro Orochimon" | 27 settembre 2020 |         |
| 17 | Troppo esausti per continuare la lotta, i bambini e il loro Digimon si ritirano. Separato dagli altri, Taichi viene a sapere da Yamato che suo fratello minore Takeru Takaishi vive a Shibuya e che devono sconfiggere il nemico per garantire la sua sicurezza. Nel frattempo, nel mondo reale, Hikari si separa da sua madre in mezzo alla confusione. Dopo essersi riposati, Taichi e Yamato lanciano un altro attacco, presto raggiunti anche dagli altri. I Digimon distraggono le teste del nemico finché MetalGreymon non infligge un colpo fatale alla testa principale di Orochimon. Con Orochimon sconfitto, i bambini sono certi che Tokyo tornerà presto alla normalità quando all'improvviso un conto alla rovescia di 10 minuti appare su diversi monitor non solo nel luogo in cui si trovano i bambini, ma anche nel mondo reale. |                   |         |
| 18 | Countdown alla distruzione di Tokyo 「東京消滅 カウントダウン」 - Tōkyō Shōmetsu Kauntodaun – "Conto alla rovescia per l'estinzione di Tokyo" | 4 ottobre 2020    |         |
| 18 | Mentre il conto alla rovescia scorre, un'enorme ondata di energia discende dal mondo reale, facendo rivivere Orochimon, che si evolve in Nidhoggmon. Koshiro capisce che Nidhoggmon è stato il responsabile dei blackout a Tokyo, assorbendo l'energia della città, e teme che quando il conto alla rovescia raggiungerà lo zero, tutta l'energia accumulata verrà liberata, distruggendo tutto. Nonostante siano esausti dall'ultimo combattimento, Taichi e Yamato affrontano il nemico da soli fino a quando delle piume cadono dal cielo nelle mani di Takeru e Hikari, e sia Greymon sia Garurumon si fondono ancora una volta in Omegamon. Omegamon distrugge Nidhoggmon nella falsa Tokyo, interrompendo il conto alla rovescia e ripristinando l'energia nella Tokyo reale. Hikari si riunisce con sua madre quando improvvisamente il conto alla rovescia riparte. Quando raggiunge lo zero, appare un uragano e porta via il gruppo, tranne Taichi e Yamato che si confrontano con Devimon. Dopo che la presenza di Devimon è svanita, i due decidono di cercare gli altri prima di continuare la loro missione per trovare i Digimon sacri. |                   |         |
| 19 | Ruggisci, Pugno del Re delle Bestie 「吠えよ獣王拳」 - Hoe yo Jūōken – "Il pugno del re bestia, ruggisci" | 11 ottobre 2020   |         |
| 19 | Taichi e Yamato vengono contattati da Koshiro, che li informa che lui e gli altri bambini sono tornati sani e salvi nel mondo reale, ma i loro Digimon sono scomparsi. I due decidono quindi di continuare a cercare i Digimon Sacri, quando incontrano un Valvemon. Decine di soldati escono dal Valvemon e attaccano i bambini, che vengono salvati da Leomon e dai suoi compagni. Leomon rivela a Taichi e Yamato che stanno combattendo le forze di Devimon e che all'interno di Valvemon è custodito un carico importante che è legato ai Digimon Sacri. I tre quindi uniscono le forze per invadere Valvemon e recuperare il carico, ma Minotarumon e Bullmon si mettono sulla loro strada. Greymon e Garurumon sconfiggono Bullmon insieme, mentre Leomon sconfigge Minotarumon in un duello. Dopo la battaglia, Taichi e gli altri controllano il container che era in possesso del nemico e scoprono che c'è Takeru all'interno, con grande sorpresa di Yamato. |                   |         |
| 20 | Il settimo Prescelto si risveglia 「七人目の覚醒」 - Shichi ninme no kakusei – "Il risveglio del settimo bambino" | 18 ottobre 2020   |         |
| 20 | Un Velgrmon appare e rapisce Takeru. Taichi e gli altri scappano dall'interno di Valvemon, che viene completamente distrutto da Velgrmon, mentre l'enorme digimon fugge con Takeru, un MegaDramon copre la sua ritirata e Leomon si trova ad affrontarlo da solo, permettendo a Taichi e Yamato di inseguire Velgrmon. Nel frattempo, nel mondo reale, Koshiro e Sora si mettono in contatto con i loro partner e scoprono che sono sani e salvi nella rete. Con uno sforzo combinato, MetalGreymon e WereGarurumon fermano Velgrmon mentre Yamato salva Takeru. Tuttavia, Velgrmon reagisce e tenta di catturare di nuovo Takeru quando all'improvviso Angemon, che era intrappolato da qualche parte, si libera e si precipita in aiuto di Takeru. Con l'occasione, appare anche un Digivice per Takeru, e Angemon usa i suoi poteri per curare e potenziare MetalGreymon e WereGarurumon, che sconfiggono Velgrmon. Esausto, Angemon muore e rinasce sotto forma di Digiuovo, subito dopo però viene rubato da SkullKnightmon. |                   |         |
| 21 | L'aggiornamento che ribalta la situazione 「逆転の武装鋼化」 - Gyakuten no appudēto – "L'aggiornamento dell'inversione" | 25 ottobre 2020   |         |
| 21 | Taichi e gli altri inseguono SkullKnightmon ma vengono fermati da Splashmon. Yamato quindi manda Takeru a nascondersi e si unisce a Taichi per affrontare Splashmon. Nel frattempo, nel mondo reale, Koshiro e gli altri vengono informati dai loro partner Digimon che un Calmaramon sta comandando un'orda di Argomon che sta hackerando i sistemi di una grande nave da carico, con l'intenzione di speronarla nel porto. Mentre si nasconde dal pericolo, Takeru scende in un buco dove si imbatte in un enorme Digimon chiamato ElDoradimon intrappolato all'interno di una gabbia energetica. Lo Splashmon trascina MetalGreymon ferito verso il Miasma con un disperato Taichi che cerca di liberarlo finché il suo Digivice non brilla e trasforma MetalGreymon in MetalGreymon Alterous Mode, che usa il cannone a energia sul suo braccio destro per distruggere Splashmon. Usando il suo Digivice, Takeru libera ElDoradimon, che in cambio permette ai bambini di entrare dentro di lui per cercare il Digiuovo di Angemon. |                   |         |
| 22 | L'indomito sagittario azzurro 「不屈の蒼き機翼」 - Fukutsu no aoki sajitariusu – "L'indomabile sagittario blu" | 1º novembre 2020  |         |
| 22 | Taichi, Yamato e Takeru si fanno strada all'interno di ElDoradimon alla ricerca del Digiuovo, raggiungono così SkullKnightmon. Mentre Taichi e Yamato combattono il nemico, Takeru si precipita a salvare l'uovo prima che venga corrotto dal potere di Devimon. Devimon usa la sua energia per far evolvere Skullknightmon in DarkKnightmon che sconfigge MetalGreymon e WereGarurumon. Nel frattempo, il resto dei bambini inviano il loro potere per far evolvere i loro Digimon in modo che possano combattere Calmaramon e le sue sentinelle. Yamato viene ad aiutare suo fratello a proteggere l'uovo e proprio quando WereGarurumon sta per essere sconfitto, il digivice di Yamato brilla, trasformandolo in WereGarurumon Sagittarius Mode, che riesce a mettere in difficoltà il potente avversario. Il Digivice di Takeru comincia a brillare, emettendo una luce talmente potente da distruggere il castello. L'uovo si schiude e ne esce un Poyomon, che Takeru abbraccia. Rifiutandosi di lasciare scappare i bambini, Devimon appare davanti a loro. |                   |         |
| 23 | Devimon, il messaggero dell'oscurità 「闇の使者デビモン」 - Yami no shisha Debimon – "Devimon messaggero oscuro" | 8 novembre 2020   |         |
| 23 | Controllando il miasma intorno a lui, Devimon ha la meglio su MetalGreymon e WereGarurumon. Nel frattempo, nel mondo reale, Koshiro deduce che Calmaramon sta inviando enormi quantità di dati al Mondo Digitale e che il gruppo di Taichi è nei guai. Takeru interviene e affronta Devimon, con Poyomon che si evolve in Tokomon e purifica il miasma. In risposta, Devimon utilizza i dati inviati a lui per evolversi in NeoDevimon. Nonostante siano in svantaggio su entrambi i fronti, i bambini si rifiutano di arrendersi così Koshiro e gli altri fanno evolvere i loro Digimon al livello Perfetto, sconfiggendo Calmaramon e impedendo alle navi di danneggiare la città. Senza la sua dose di dati, NeoDevimon viene sconfitto da WereGarurumon Sagittarius Mode e MetalGreymon. Dai resti del castello, DarkKnightmon recupera il cristallo oscuro che alimenta NeoDevimon e lo usa per ripristinare il nemico facendolo evolvere ulteriormente. |                   |         |
| 24 | Donedevimon, l'ultimo stadio evolutivo 「終極 ダンデビモン」 - Shūkyoku Dandebimon – "La fase finale, Donedevimon" | 15 novembre 2020  |         |
| 24 | NeoDevimon si evolve in DoneDevimon e attacca Taichi e gli altri. Nel frattempo, sebbene Calmaramon sia stato sconfitto, Argomon continua a moltiplicarsi nonostante gli sforzi di AtlurKabuterimon e della sua squadra nel fermarlo, causando ancora incidenti navali in tutto il mondo. Quando sia Taichi sia Yamato stanno per essere colpiti dal miasma di DoneDevimon, Taichi spinge via Yamato per proteggerlo, lui e MetalGreymon subiscono così gravi danni. Yamato e WereGarurumon intervengono per proteggerli, ma vengono sconfitti. Quando DoneDevimon tenta di attaccare Takeru e Tokomon, sia Taichi sia MetalGreymon vengono corrotti dal miasma e attaccano furiosamente il nemico, ma lo scontro finisce con Taichi che viene inghiottito da DoneDevimon. Sopraffatto dalla rabbia, MetalGreymon si evolve con la forza in Mugendramon, che attacca DoneDevimon senza pensarci. Per calmare Agumon, Tokomon e Takeru usano i loro poteri sacri per raggiungerlo e apprendendo che Taichi è ancora vivo, Agumon si evolve brevemente in WarGreymon, distruggendo DoneDevimon e salvando il suo partner. Dopo la battaglia, Tokomon si evolve in Patamon, ma quando il gruppo sembra fuori pericolo, inizia una scossa di terremoto. |                   |         |
| 25 | Tuffo nel prossimo mare 「ダイブ 次なる海へ」 - Daibu Tsuginaru Umi e – "Tuffiamoci, verso il prossimo oceano" | 22 novembre 2020  |         |
| 25 | Il terremoto fa cadere ElDoradimon, dove Taichi e i suoi amici stavano combattendo Devimon, dalla zona delle nuvole nell'oceano sottostante. Durante la loro caduta, ElDoradimon viene attaccato da migliaia di Mamemon e Big Mamemon e i bambini vengono salvati da Leomon e dai suoi compagni. Nel frattempo, nel mondo reale, le tensioni tra i paesi aumentano a causa degli incidenti navali e il gruppo di Koshiro apprende dai loro Digimon che un'enorme orda di Zurumon sta causando il problema. Mentre pensano a un modo per affrontarlo, Hikari si avvicina a loro. Per salvare ElDoradimon dalla caduta, i bambini con l'aiuto di Leomon mettono in atto un piano di successo utilizzando i Big Mamemon per ammorbidire il suo atterraggio. Tornando al mondo reale, Koshiro escogita un piano per fermare il disturbo causato dagli Zurumon. |                   |         |
| 26 | Carica contro la barricata di mostri marini 「突破 海獣包囲網」 - Toppa Kaijū Hōimō – "Innovazione, la rete che circonda la bestia marina" | 29 novembre 2020  |         |
| 26 | Taichi e gli altri attraversano il mare sulle spalle di ElDoradimon quando incontrano Seadramon ed Ebidramon. Seadramon sconfigge e divora Ebidramon, evolvendosi in WaruSeadramon e iniziando ad attaccare i protagonisti, venendo successivamente affiancato da MegaSeadramon. I due nemici trascinano Taichi e Greymon in acqua, dove sono costretti a combattere in svantaggio. Nel frattempo, nel mondo reale, Koshiro attinge alla rete GMDSS per inviare un segnale di relè in tutto il mondo che impedirà alle navi di scontrarsi. Il piano funziona e gli Zurumon, a corto di dati da assorbire, sono costretti a spostarsi altrove. Certi comunque che Taichi e Yamato siano nei guai, si chiedono come potrebbero tornare nel Mondo Digitale, quando una luce misteriosa avvolge sia loro sia Hikari. Taichi e Greymon sconfiggono sia WaruSeadramon sia MegaSeadramon, ma vengono circondanti da altri due Seadramon, mentre Greymon, ormai fin troppo esausto, regredisce in Agumon finché il gruppo di Koshiro non arriva per aiutarli a sconfiggere il nemico. Al sicuro dal pericolo e con la situazione nel mondo reale risolta, i bambini si rallegrano per essersi riuniti, quando Taichi scopre con sua grande sorpresa che Hikari si è unita a loro. |                   |         |
| 27 | Verso un nuovo continente 「新大陸へ」 - Shintairiku e – "Nel nuovo continente" | 6 dicembre 2020   |         |
| 27 | Mentre i bambini si chiedono come mai Hikari sia arrivata con loro nel Mondo Digitale, apprendono che gli Zurumon continuano a causare problemi nel mondo reale. Proprio mentre stanno per raggiungere il continente, ElDoradimon viene colpito da una tempesta e il gruppo di Leomon rimane indietro per proteggerlo mentre i bambini combattono un esercito di Tortamon per atterrare in sicurezza. Appare un Groundramon e inizia a mangiare i Tortamon per accumulare energia sulla schiena e inizia ad attaccare i Digimon dei bambini. Nonostante i Digimon dei bambini si siano tutti evoluti al livello Perfetto, non riescono a sfondare le difese del nemico finché MetalGreymon non usa l'Alterous Cannon per aprire la bocca di Groundramon e tutti e sei i Digimon sparano al suo interno, distruggendo Groundramon dall'esterno. Esausti dalla battaglia, i bambini sono sorpresi quando DarkKnightmon appare per affrontarli, così per difendere i suoi amici, Patamon si evolve in Angemon. |                   |         |
| 28 | I bambini lottano per sopravvivere 「子供たちのサバイバル」 - Kodomotachi no Sabaibaru – "La sopravvivenza dei bambini" | 13 dicembre 2020  |         |
| 28 | Angemon combatte contro DarkKnightmon, che tenta di rapire Hikari, ma l'energia generata dal loro scontro scaccia via i bambini, teletrasportando ciascuno di essi con il proprio Digimon in un luogo diverso. Grazie ai Digivice comunque, riescono a comunicare tra loro, confermando che sono illesi, ma la maggior parte di essi viene minacciata da dei Digimon malintenzionati. Intanto Taichi, Agumon e Hikari si ritrovano in una giungla dove vengono attaccati da un Volcdramon. MetalGreymon combatte il nemico senza alcun risultato finché sia Taichi sia Hikari non gli danno il loro supporto, che lo fa di nuovo evolvere in WarGreymon brevemente per sconfiggere il nemico. Dopo la battaglia appare SkullKnightmon che porta via Hikari con sé al dorso di DarkMaildramon e se ne vola via, con grande disperazione di Taichi. |                   |         |
| 29 | Fuga dalla giungla in fiamme 「脱出 燃える密林」 - Dasshutsu moeru mitsurin – "Fuga dalla giungla in fiamme" | 20 dicembre 2020  |         |
| 29 | Mentre Agumon e Taichi non riescono a raggiungere SkullKnightmon, Koshiro informa gli altri tramite i Digivice che il pericolo nel mondo umano e nella rete è stato risolto, ma nota delle irregolarità nei movimenti dei satelliti nell'orbita terrestre, che lo preoccupano. Nel frattempo la giungla viene incendiata da un gruppo di Allomon e di MegaDramon, guidati da Tankdramon, il loro capo. Gli abitanti della giungla, ovvero un gruppo composto da diversi Woodmon, Budmon e un Lopmon, si ritrovano a dover chiedere aiuto ad Agumon e Taichi. Agumon si evolve quindi in Greymon per eliminare gli Allomon sul terreno e successivamente in MetalGreymon per distruggere i Megadramon nel cielo. In seguito il combattimento si sposta in una radura, dove Tankdramon ha la meglio su MetalGreymon. Improvvisamente intervengono Sora e Garudamon che attaccano Tankdramon, provocando così un'onda d'urto che spegne l'incendio. Garudamon inizia così a combattere contro i MegaDramon sconfiggendoli, mentre MetalGreymon, con l'aiuto dei Woodmon e dei Budmon, riesce a eliminare gli Allomon rimanenti e Tankdramon. Non appena gli abitanti della giungla sembrano essere ormai al sicuro, Taichi e Sora si accorgono dell'arrivo di un Parrotmon e di altri MegaDramon. |                   |         |
| 30 | Wargreymon, il Digimon di livello Definitivo 「究極体ウォーグレイモン」 - Kyūkyoku-tai WōGureimon – "Il livello Definitivo, Wargreymon" | 27 dicembre 2020  |         |
| 30 | Garudamon riesce a sconfiggere i MegaDramon ma dato l'arrivo di un altro gruppo di Allomon guidati da un Vegiemon, Taichi e MetalGreymon di combatterli mentre Sora e Garudamon porta gli abitanti superstiti in un nascondiglio sicuro. Nel frattempo, Koshiro scopre che c'è un'altra crisi in corso con i diversi satelliti che rischiano di andare in rotta di collisione con la stazione spaziale internazionale e se ciò accadesse, ci sarebbe un enorme impatto che colpirebbe la terra come un meteorite provocando danni enormi. Parrotmon inizia a combattere contro MetalGreymon, sconfiggendolo dopo essersi evoluto in Crossmon. Nonostante siano in svantaggio, Taichi e Agumon si rifiutano di arrendersi e decidono di continuare a lottare per il bene dei loro amici, grazie a questa forza di volontà Agumon riprende le forze e infine si evolve completamente in WarGreymon che, lanciando il suo devastante attacco ad ampio raggio Gaia Force, distrugge facilmente tutti i nemici incluso Crossmon. |                   |         |
| 31 | Millenniumon, una nuova oscurità 「新たな闇ミレニアモン」 - Arata na yami Mireniamon – "La nuova oscurità, Millenniumon" | 10 gennaio 2021   |         |
| 31 | Dopo la battaglia, Lopmon si avvicina a Taichi e Sora, rivelando loro di essere la reincarnazione di Cherubimon, uno dei Digimon Sacri che combatterono e morirono nell'antica guerra contro le forze dell'oscurità e che ha appena riacquistato tali ricordi grazie all'evoluzione di Agumon in WarGreymon. Successivamente appare un esercito di Bakemon che costringe i protagonisti a fuggire. Durante la loro corsa, Lopmon rivela a Taichi e Sora che l'energia oscura inviata dal mondo umano risvegli tutto ciò che rimane di Millenniumon, un potente e malvagio Digimon che hanno sconfitto nella suddetta guerra, che Lopmon stesso mostra ai due ragazzi tramite i suoi ricordi che invia nelle loro menti. In seguito alcuni Bakemon si evolvono in MetalPhantomon e i bambini mettono Lopmon sotto la loro ala mentre quest'ultimo cerca di risvegliare in una certa zona degli alleati dell'antica guerra caduti in un sonno profondo. Nel frattempo, Koshiro deduce che i satelliti e i detriti spaziali stiano per scontrarsi con la ISS (Stazione Spaziale Internazionale), creando un enorme ammasso infuocato che cadrà proprio su Tokyo, causando una devastante distruzione. Uno dei MetalPhantomon si evolve in Gokumon e Agumon lo sconfigge dopo essersi evoluto in WarGreymon, mentre Garudamon distrugge gli altri MetalPhantomon. Infine Lopmon termina la sua evocazione, rianimando un branco di Komondomon, ovvero dei Digimon che funzionano come mezzi di trasporto, così che Taichi e Sora possano usarne uno per cercare più facilmente gli altri ragazzi al di fuori dalla foresta mentre Lopmon ne userà un altro per condurre i Woodmon e i Budmon al sicuro. Prima di separarsi, Taichi, per chiarire alcuni dubbi, domanda a Lopmon se ci sia un altro Digimon Sacro scomparso durante la guerra, e dopo aver ricevuto una risposta affermativa e di come anche costui possa avere un partner umano, Taichi capisce che tale persona è Hikari. I Komondomon si separano quindi per le loro strade, mentre Hikari nota un minaccioso cristallo in possesso di SkullKnightmon. |                   |         |
| 32 | Una speranza che si libra nel cielo 「天駆ける希望」 - Ama kakeru Kibō – "Il volo della speranza" | 17 gennaio 2021   |         |
| 32 | Takeru e Patamon vengono inseguiti da un Fangmon che ha intenzione di mangiarli fino a quando non intervengono in loro aiuto Taichi e Sora che riescono a scacciare il famelico Digimon. Una volta riuniti sul Komondomon di Taichi e Sora, i bambini si mettono in contatto con gli altri, apprendendo da Koshiro che l'incidente che ha coinvolto i satelliti e la ISS è stato divulgato al pubblico e la conseguente ondata di teorie e fake news su Internet sta sviluppando l'energia oscura che alimenta Millenniumon. Nel frattempo Patamon, il quale ha perso le forze a causa della battaglia contro DarkKnightmon, sente la voce di Lopmon che lo chiama e cerca di fargli ricordare chi è lui veramente, ovvero un Digimon Sacro che ha combattuto durante l'antica guerra. Subito dopo, arrivano altri due Fangmon accompagnati dal loro capo, un Cerberumon. Agumon e Piyomon si evolvono fino al livello Perfetto per combattere Cerberumon e i suoi seguaci, ma sono in svantaggio, anche a causa dell'arrivo imminente di altri Fangmon. Sora finisce ferita da un attacco nemico, ma Patamon vedendo Takeru che non vuole mollare nonostante la gravità della situazione, si ricorda finalmente chi era, infatti dopo aver combattuto nell'antica guerra, era caduto in un abisso vuoto e buio, nonostante ciò non aveva mai perso la speranza, persino dopo essere rinato, così come Takeru, decide così di andare avanti insieme a lui. Questa loro determinazione fa evolvere Patamon in Pegasmon, che aiuta MetalGreymon e Garudamon a sconfiggere Cerberumon e i Fangmon. |                   |         |
| 33 | La luce dell'alba, Hikari 「夜明けのヒカリ」 - Yoake no Hikari – "La luce dopo il buio" | 24 gennaio 2021   |         |
| 33 | Portando con sé Hikari e il suo strano cristallo, SkullKnightmon, dopo essersi fermato, inizia un rituale che farà rivivere Millenniumon, il quale richiede sia il suo sacrificio sia quello di Hikari, come gli viene spiegato dai Vademon, ovvero altri servi del maligno e potente Digimon. Durante il processo, SkullKnightmon si evolve in DarkKnightmon mentre Taichi, Sora e Takeru, riescono ad arrivare al luogo del rituale per salvare Hikari, ma quest'ultima, inspiegabilmente, si lascia invece assorbire da DarkKnightmon. Certi comunque che Hikari abbia bisogno di loro, Taichi e gli altri continuano a combattere per salvarla. All'interno di DarkKnightmon, Hikari raggiunge finalmente la fonte della voce che la chiamava da sempre e incontra Tailmon, il suo Digimon partner nonché l'ultimo Digimon Sacro a essere rinato dopo l'antica guerra. Taichi e WarGreymon irrompono alla fine dentro il corpo di DarkKnightmon, salvando Hikari e Tailmon mentre distruggono il nemico e interrompono il suo rituale. Nonostante ciò, i Vademon hanno ancora la certezza che ci sarà un'altra opportunità per riportare in vita Millenniumon. |                   |         |
| 34 | Hikari e Tailmon 「ヒカリとテイルモン」 - Hikari to Teirumon – "Hikari e Tailmon" | 31 gennaio 2021   |         |
| 34 | Il gruppo di Taichi salpa per l'oceano mentre si reca a FAGA, dove si trova la parte più grande di Millenniumon, in modo da poter fermare la sua resurrezione, ma vengono spazzati via dalla corrente dell'oceano e si rifugiano in una città sottomarina guidata da MarineAngemon. Dopo aver trascorso la notte in città, i bambini stanno per riprendere il loro viaggio quando il luogo in cui si trovano viene attaccato da Anomalocarimon e da un gruppo di Mantaraymon. Mentre gli altri Digimon del gruppo combattono insieme ai loro partner umani, Tailmon insiste nel combattere da sola per proteggere Hikari, finché quest'ultima non la convince che devono combattere insieme e così Hikari ottiene il suo Digivice, che utilizza per potenziare Tailmon che guida gli altri alla sconfitta degli invasori. Dopo aver salvato la città, i bambini partono per continuare la loro ricerca per impedire il ritorno di Milleniumon. |                   |         |
| 35 | Il bagliore di Angewomon 「煌くエンジェウーモン」 - Kirameku Enjeūmon – "Angewomon scintillante" | 7 febbraio 2021   |         |
| 35 | Taichi e i suoi compagni continuano il loro viaggio sott'acqua verso FAGA quando vengono attaccati da un'orda di Chikurimon guidata da un Ebidramon. Tailmon sconfigge la maggior parte dei Chikurimon, ma quando l'Ebidramon si evolve in Gusokumon, vacilla. MetalGreymon sconfigge il Gusokumon e i bambini continuano il loro viaggio. Tailmon rivela a Hikari che si sente a disagio all'idea di evolversi da quando è stata trasformata in SkullKnightmon dall'influenza di Millenniumon, temendo di perdere nuovamente il controllo. Poco dopo, un MarineDevimon appare e rapisce Hikari. Tailmon tenta di salvare la sua partner, ma viene corrotta dal frammento di Millenniumon all'interno del nemico e si rivolta contro Greymon, finché Hikari non appare per calmarla e assicurarle che sarà sempre al suo fianco. Incoraggiata dalle parole di Hikari, Tailmon riacquista il coraggio e si evolve in Angewomon che sconfigge MarineDevimon e distrugge il frammento di Millenniumon. Dopo la battaglia, Koshiro informa Taichi che la ISS sta per cadere su Tokyo e chiede il suo aiuto per fermarla. |                   |         |
| 36 | Operazione abbattiamo il satellite 「衛星狙撃作戦」 - Eisei Sogeki Sakusen – "Operazione cecchino satellitare" | 14 febbraio 2021  |         |
| 36 | Koshiro si riunisce al gruppo di Taichi e arrivano a un pilastro di luce che si collega alla rete, con l'intenzione di usarlo per sparare al Digimon che controlla la ISS per alterarne la traiettoria e impedire che cada su Tokyo. Mentre la città viene evacuata, i bambini e i loro Digimon volano in cima al pilastro, ma un'orda di BladeKuwagamon guidata da un Metallife Kuwagamon li attacca. Sora, Takeru e Hikari rimangono indietro per combattere i BladeKuwagamon, ma il Metallife Kuwagamon ferma Taichi e Koshiro finché il Digivice di Taichi non reagisce all'energia del pilastro, evolvendo MetalGreymon in BlitzGreymon, che sconfigge Metallife Kuwagamon e fornisce così un'apertura per Koshiro e AtlurKabuterimon per far cadere la ISS nella baia di Tokyo senza causare danni alla città. |                   |         |
| 37 | La guerra di Mimi-chan 「ミミちゃんウォーズ」 - Mimi-chan Wōzu – "Le guerre di Mimi-chan" | 21 febbraio 2021  |         |
| 37 | Mentre stanno cercando da mangiare Taichi, Agumon, Sora e Piyomon cadono in un fiume e arrivano a riva illesi. Qui incontrano Mimi e quest spiega che il castello circostante era la tana di Gognamon, un Digimon che schiavizza i Gottsumon per farli lavorare in un'officina di pietre preziose. Il suo obiettivo è quello di distruggere la fortezza, liberando gli schiavi dalla tirannia e così grazie all'aiuto dei suoi amici e a quello di altri Digimon, tra cui un Golemon, si addentrano nel castello. Dopo una serie di scontri, il gruppo giunge nel punto più in alto della struttura e incontrano Gognamon che sta divorando le gemme raccolte, così Mimi lo rimprovera per le sue azioni e Togemon evolve in Lilimon, che ingaggia un combattimento contro di lui, uscendone vincitrice. Alla fine tutti gli schiavi vengono liberati e festeggiano, poi Mimi li saluta facendogli capire l'importanza di avere dei buoni compagni. |                   |         |
| 38 | L'ardente amicizia azzurra 「燃える 蒼き友情」 - Moeru aoki yūjō – "L'ardente amicizia blu" | 28 febbraio 2021  |         |
| 38 | Il malvagio Mephismon sta dedicando un incantesimo a Millenniumon, nel frattempo Gabumon viene catturato dal nemico. Yamato, che non è ancora stato in grado di unirsi al gruppo di Taichi, inizia a battersi per l'operazione di salvataggio di Gabumon insieme a Joe e Gomamon. Gabumon è imprigionato in cima a una pericolosa scogliera e così Yamato decide di salirvi per liberare l'amico tenuto in ostaggio da Mephismon. Nel corso della salita il Digimon malvagio sottopone l'intera area a una potente magia, finendo per separare Yamato da Joe e Ikkakumon; tuttavia il ragazzo persiste e riesce a salire fino in cima ma Mephismon continua il suo rituale e sopraggiunge un Salamandamon ad attaccarlo. Nonostante ciò, riesce comunque a raggiungere Gabumon e ricorda del loro primo incontro, così si risveglia il valore dell'amicizia e il Digimon si evolve prima in Garurumon e poi in Weregarurumon Sagittarius Mode, affronta Mephismon e lo sconfigge. Alla fine i quattro amici vengono raggiunti dal resto del gruppo e si ricongiungono. |                   |         |
| 39 | Jyagamon, l'inferno delle patate 「ジャガモン ポテト地獄」 - Jagamon Poteto jigoku – "Jyagamon, inferno di patate" | 7 marzo 2021      |         |
| 39 | Dopo aver ripreso il loro viaggio, Tailmon nota un'area di sosta per i Digimon viaggiatori, consigliando di raggiungerla per riposarsi. Giunti sul luogo i protagonisti sentono un profumo invitante di cibo ed entrano nel punto ristoro per scoprire che vengono offerti gratuitamente degli hamburger da Burgamon, un Digimon che ama cucinare. Dopo che Joe ha fatto notare che nessun altro mangia le patatine fritte, arriva Potamon, il quale ama questo cibo e fa amicizia con il ragazzo. Burgamon rivela che questo era l'ultimo giorno in cui si servivano patate nel suo locale, così Potamon si ingozza con quello che trova e fugge via in lacrime in una foresta dove si evolve in Jyagamon. A questo punto torna indietro e attacca la zona circostante, così i vari Digimon evoluti provano a fermarlo e Joe cerca di farlo calmare, così Ikkakumon si evolve in Zudomon e riesce a sconfiggerlo facendo gioco di squadra con gli altri. Jyagamon si redime e decide di collaborare con Burgamon per creare nuovi piatti a base di patate mentre i bambini e i loro Digimon riprendono il loro cammino. |                   |         |
| 40 | Colpisci! Tiro letale 「決めろ！必殺シュート」 - Kimero! Hissatsu Shūto – "Colpisci! Il colpo mortale" | 21 marzo 2021     |         |
| 40 | I bambini e i loro Digimon fanno una sosta per rilassarsi, ma compare un'isola fluttuante nei cieli dalla quale iniziano a piovere delle bombe. Tutti sono illesi e scoprono che era caduto un frutto gigante e non un ordigno, così Sora propone di dare un'occhiata sull'isolotto. Piyomon si evolve in Birdramon e solca i cieli trasportando Sora, Taichi e Agumon, e il gruppo nota che un Pomumon è stato rapito da alcuni Flymon, così decidono di soccorrerlo. Dopo essere riusciti nel loro intento, il Digimon gli spiega che il malvagio Topopiamon e i suoi Flymon hanno iniziato a trasformare i suoi simili in frutti e divorarli e li supplica di aiutarli. A questo punto MetalGreymon e Birdramon partono in volo per affrontare Toropiamon, ma il primo viene sconfitto e trasformato in frutto assieme a Taichi, mentre Birdramon diventa Garudamon e continua la battaglia. Nel frattempo Sora libera gli altri Digimon intrappolati, e salva anche Taichi e MetalGreymon, poi grazie anche all'aiuto dei Pomumon uniscono le forze e sconfiggono definitivamente il nemico. Tornata la pace, gli eroi vengono ricompensati dai Pomumon con dei frutti e tornano dal resto del gruppo. |                   |         |
| 41 | Mon-Mon Park nella nebbia 「霧のもんモンパーク」 - Kiri no Monmon Pāku – "Il parco Mon-Mon nella nebbia" | 28 marzo 2021     |         |
| 41 | I bambini decidono di accamparsi per trascorrere la notte, nel mentre Taichi e Agumon vanno a fare un giro di perlustrazione con Koshiro e Tentomon. Nel frattempo Yamato e Takeru vanno a cercare del cibo con i rispettivi Digimon, ma all'improvviso cala una fitta nebbia e da essa emerge un Luna Park. Qui incontrano Opposumon e Yamato gli spiega che il motivo della loro presenza era un altro. Takeru però inizia a sentirsi male e così sono costretti a trascorrere un po' di tempo in zona, ma notano uno Xiaomon ferito che gli avverte della pericolosità del luogo. Oppossumon inizia a creare dei giganteschi mostri fatti di palloncini; per affrontarli Patamon e Gabumon si evolvono ma cala nuovamente la nebbia e così Yamato e Takeru si separano. Xiaomon racconta a Takeru ciò che sa ma viene rapito da Oppossumon, nel mentre Garurumon si evolve in WereGarurumon e lotta contro Bakemon. Oppossumon intrappola Xiaomon all'interno di WaruMonzaemon, il quale ingloba anche Takeru e Pegasmon, ma hanno un piano. All'interno del suo corpo, i due rischiano di farsi sopraffare dalla disperazione ma sentendo la voce di Yamato riacquistano la speranza e Patamon diventa Angemon, che apre un portale e fa uscire tutti quanti dalla loro prigionia. A questo punto sferra un attacco contro WaruMonzaemon che cade sopra a Oppossumon che perde la vita. Ritrovata la pace, Yamato e Takeru tornano a cercare il cibo prima che cali la notte. |                   |         |
| 42 | Gerbemon, il Re degli inventori 「発明王ガーベモン」 - Hatsumei ō Gābemon – "Il re degli inventori Gerbemon" | 4 aprile 2021     |         |
| 42 | Taichi, Koshiro e i loro Digimon finiscono in un deposito di rottami gestito da Gerbemon e Tyumon. Gerbemon spiega ai ragazzi che quella spazzatura per lui è una ricca fonte di conoscenza e che era giunta lì a causa di un fenomeno anormale. Mentre si stanno dirigendo al suo laboratorio, vengono attaccati da Raremon, il quale però si ritira poco dopo per la fame. Giunti a destinazione Gerbemon gli racconta che quest'ultimo ha ucciso tutti i suoi amici Tyumon e perciò vuole vendicarsi con un macchinario di sua invenzione. A questo punto fanno squadra per eliminare il Digimon nemico e dopo una serie di peripezie, Raremon si evolve in Rareraremon e viene solidificato grazie al macchinario di Gerbemon. Tornata la normalità, Tyumon si evolve in Searchmon e diviene in grado di aiutare maggiormente l'amico nelle sue ricerche. Alla fine il gruppo di amici saluta i due Digimon e riprendono il cammino. |                   |         |
| 43 | Scontro per il titolo di King of Digimon 「激突 キング・オブ・デジモン」 - Gekitotsu Kingu obu Dejimon – "Scontro, per il titolo di Re dei Digimon" | 11 aprile 2021    |         |
| 43 | Il viaggio verso FAGA prosegue e in una foresta non molto lontana nasce un litigio tra Etemon e Volcamon per decidere chi sia più indicato a ricoprire il titolo di King of Digimon (il re dei Digimon). Intanto il gruppo dei ragazzi prosegue il cammino e Tentomon trova una chiavetta USB tra i rifiuti che gli aveva dato Gerbemon e la porge a Koshiro, che tenta di analizzarne i dati, ma sono costretti a fermarsi a causa di alcune fortissime onde d'urto musicali. Così scoprono che i responsabili sono Etemon e Volcamon e quest'ultimi iniziano ad attaccarli, finendo per sconfiggere facilmente MetalGreymon e Birdramon. Delusi dai loro avversari, Etemon e Volcamon tornano a sfidarsi e dopo un po' Palmon tiene in mano una maracas e si evolve in Ponchomon, che sfrutta delle mosse di samba per sconfiggere i due nemici ed essere proclamato il King of Digimon. Dopo aver ripreso il viaggio, Koshiro rinviene dalla chiavetta una mappa per raggiungere FAGA. |                   |         |
| 44 | Hikari e la foresta errante 「ヒカリと動く森」 - Hikari to ugoku mori – "Hikari e la foresta in movimento" | 18 aprile 2021    |         |
| 44 | I ragazzi finiscono in una foresta alla ricerca di viveri e poco dopo si accorgono di essere saliti a bordo di un enorme Digimon chiamato Petaldramon. Hikari inizia a vagare nella foresta con Tailmon e scopre che delle creature simili a insetti stanno infettando il luogo. Dopo aver appreso da alcuni Digimon che i loro compagni erano stati divorati dalle creature, Hikari decide di aiutare Petaldramon, tuttavia lei e gli altri vengono presto assaliti da uno sciame nemico. Il capo di quest'ultimi si rivela essere Entmon che ingaggia un violento scontro con Petaldramon; grazie all'intervento di Angewomon il Digimon della foresta si rinvigorisce e si sacrifica per eliminare l'avversario, finendo per tramutare entrambi in due statue di erba che vanno a trasformare la zona arida circostante in un'enorme foresta. |                   |         |
| 45 | Attivati, Metalgarurumon 「起動 メタルガルルモン」 - Kidō Metaru Garurumon – "Avvia MetalGarurumon" | 25 aprile 2021    |         |
| 45 | Il gruppo si ferma al Digital World Grand Prix, un circuito automobilistico, e vedono un Digimon di nome Machmon che sta attraversando la pista a gran velocità. Gabumon vuole sfidarlo e si evolve in Garurumon portando Yamato in groppa; dopo aver raggiunto Machmon lo sfida ma viene ferito da quest'ultimo perché non vuole perdere. Machmon però finisce per perdere il controllo ma viene salvato da Garurumon, che però perde i sensi. Successivamente si ritrovano tutti in una stanza dove Machmon racconta la sua storia e alla fine accetta la sfida di Gabumon senza usare scorrettezze. Tuttavia nel pieno della competizione, Machmon impazzisce e si scopre che è controllato da Parasimon, così Garurumon si evolve fino a diventare MetalGarurumon che debella il parassita liberando l'altro Digimon dalla sua tortura. |                   |         |
| 46 | La spada della speranza 「希望の聖剣」 - Kibō no tsurugi – "La sacra spada della speranza" | 2 maggio 2021     |         |
| 46 | Joe nota che in cielo è apparsa una luna di colore verde e poco dopo si mostra Sephirotmon che rapisce la maggior parte dei ragazzi risucchiandoli con un raggio. Taichi e i suoi amici vengono attaccati da copie di diversi Digimon create dallo stesso Sephirotmon e fronteggiano una serie quasi infinita di battaglie; tra i nemici spicca anche la copia di Devimon. Intanto all'esterno gli altri attaccano Sephirotmon ma il nemico comincia ad assimilare le tecniche dei prigionieri, rivoltandogliele contro. All'interno, Sephirotmon continua a sfruttare la copia di Devimon per cercare di corrompere Angemon e farlo passare così al lato oscuro, ma la speranza di Takeru rinvigorisce Angemon che riesce a distruggere la sua nemesi e diventare HolyAngemon per poi utilizzare il suo potere per salvare tutti. Tuttavia Sephirotmon è ancora vivo e fugge via, intanto altrove diversi Vademon tramano nell'ombra la revisione dei propri piani per evitare che i prescelti giungano a FAGA. |                   |         |
| 47 | I cattivi delle lande desolate 「荒野の悪党たち」 - Kōya no akutōtachi – "I furfanti della terra desolata" | 9 maggio 2021     |         |
| 47 | Il gruppo si accampa in un deserto e durante la notte Joe e Gomamon scompaiono nel nulla, così Taichi e Agumon iniziano a cercarli, ma incontrano Nohemon, che gli avvisa che i loro amici si sono divisi. Così i due devono separarsi a loro volta per cercarli e Taichi viene scortato da Nohemon. Durante il viaggio, Nohemon spiega al compagno che i suoi amici erano finiti nelle grinfie di due bande di Digimon che governano le lande desolate. I due si addentrano in un covo e vedono Gaossmon e i suoi scagnozzi che vogliono punire Joe, così con uno stratagemma riescono a scappare assieme a lui. Nel frattempo Agumon ha trovato Gomamon e riescono anche loro a trovare una via di fuga. I quattro si riuniscono ma tutti i Digimon malvagi gli sono alle calcagna, così Agumon e Gomamon si evolvono e sconfiggono tutti i nemici tranne Gaossmon e Tyranmon, i quali vengono battuti da Nohemon. I Digimon tiranni si redimono e permettono a tuttidi godere delle loro acqua, poi i ragazzi e i loro Digimon vengno raggiunti dal resto del gruppo. |                   |         |
| 48 | L'attacco di Mugendramon 「ムゲンドラモンの襲撃」 - Mugendoramon no shūgeki – "L'attacco di Mugendramon" | 16 maggio 2021    |         |
| 48 | Leomon e Lopmon entrano in contatto con Koshiro e gli altri tramite il castello di ElDoradimon e li informano dei pericoli che dovranno affrontare ma la comunicazione viene interrotta non appena giungono nel continente di Cloud. A questo punto i Vademon inviano Mugendramon ad attaccarli e ha inizio una battaglia con quasi tutti gli altri Digimon che hanno però la peggio. Anche MetalGarurumon viene sconfitto mentre WarGreymon prosegue lo scontro da solo per protegerre il gruppo aiutato dalla luce di Hikari che gli dona nuove energie. Dopo una violeenta battaglia, un Vademon attiva la modalità Overload del reattore di Mugendramon e quello che rimane del suo corpo inizia a volare, così WarGreymon si aggrappa a esso e rimane coinvolto in un'esplosione in cielo. |                   |         |
| 49 | La discesa del dio del male, Millenniumon 「邪神降臨ミレニアモン」 - Jashin kōrin, Mireniamon – "Il dio malvagio discende, Millenniumon" | 23 maggio 2021    |         |
| 49 | Millenniumon assorbe i dati di Mugendramon e si prepara al risveglio, nel frattempo i prescelti decidono di provare a fermarlo nonostante la perdita dei loro amici. Così Yamato, Sora e Koshiro salgono a bordo delle rispettive forme evolute dei loro partner e si alzano in volo mentre gli altri rimangono a terra. Yamato e il suo gruppo si avvicinano a Millenniumon e questi crea Griffomon che gli si scaglia contro, allora MetalGarurumon lo affronta lasciando gli altri liberi di proseguire. I quattro si avvicinano alla base di Millenniumon ma vengono fermati da un esercito di Vademon; così i due Digimon passano al livello successivo e usano i loro colpi migliori contro Millenniumon, ma questi non sembra sortire alcun effetto e assorbe i dati di Chimairamon. Nel frattempo MetalGarurumon sconfigge il suo avversario e si reca a dare una mano ai suoi amici in difficoltà ma Millenniumon riesce a tornare in vita ed è pronto a portare il caos. A questo punto fa anche ritorno WarGreymon, lasciando sottintendere che anche Taichi stia bene. |                   |         |
| 50 | La fine, la battaglia sacra definitiva 「終結 究極の聖戦」 - Shūketsu Kyūkyoku no seisen – "Finale: L'ultima guerra sacra" | 30 maggio 2021    |         |
| 50 | Millenniumon risucchia all'interno della sua bocca i ragazzi e i rispettivi Digimon. Dall'esterno Taichi e WarGreymon cercano di avvicinarsi al loro avversario per liberarli ma il nemico mostra una forza sovrastante. Millenniumon comincia sempre più a comprimere la sfera oscura dove sono tenuti prigionieri gli altri e così i loro Digimon si evolvono velocemente tentando di sfondare il muro, nel mentre WarGreymon continua la sua salita in cielo ma un duro colpo da parte di Millenniumon riesce a farlo cadere insieme a Taichi in fondo a un lago perdendo i sensi. I valori dei ragazzi riescono a fornire nuova energia al duo e questi partono nuovamente all'attacco e riescono a liberare i loro amici, dopodiché HolyAngemon e Angewomon diventano rispettivamente Goddramon e Holydramon. I due Digimon uniscono le loro forze per fronteggiare Millenniumon, ma questi diventa ZeedMillenniummon, che inizia a distruggere tutto. Alla fine la luce del Mondo Digitale conferisce a WarGreymon un nuovo potere e questi torna in cielo con Taichi per scagliare l'attacco Gaia Force che riesce a spazzare via il nemico. Tornata finalmente la pace, il gruppo inizia a festeggiare per il compimento della missione. |                   |         |
| 51 | Il mistero nascosto negli stemmi 「紋章に隠された謎」 - Monshō ni kakusa reta nazo – "Il mistero nascosto negli stemmi" | 6 giugno 2021     |         |
| 51 | Dopo la sconfitta di Millenniummon, i ragazzi vengono contattati da Gerbemon che stabilisce un collegamento con Koshiro e gli dice che ha delle informazioni da rivelare riguardanti gli Stemmi che custodiscono i loro valori. Così si mettono in marcia e raggiungono Gerbemon in una fitta foresta di monitor, qui incontrano Wisemon che gli spiega la storia della nascita del Mondo Digitale e delle sue creature. Successivamente il Digimon saggio li porta in una stanza e gli spiega l'importanza degli Stemmi, i quali impediranno lo svilupparsi di anomalie ed eventuali disastri. Poco dopo, vengono attaccati da Burpmon che inizia a divorare i dati della zona, così i Digimon dei ragazzi si evolvono e sconfiggono il nemico. I dati vengono recuperati e così i prescelti sono decisi a continuare la loro missione per affrontare la futura Grande Catastrofe, così gli Stemmi indicano sui Digivice di ognuno una direzione differente da seguire. Così i membri del gruppo si dividono e partono alla ricerca dei rispettivi Stemmi. |                   |         |
| 52 | La danza celeste di Hououmon 「天舞 ホウオウモン」 - Tenbu Hououmon – "Danza dei cieli, Hououmon" | 13 giugno 2021    |         |
| 52 | Taichi, Agumon, Sora e Piyomon hanno iniziato il loro viaggio e mentre stanno guidando i rispettivi Mechanorimon perdono il controllo a causa delle polveri emesse da un vulcano e iniziano a perdere quota ma vengono salvati da alcuni Digimon guidati da Junkmon. Quest'ultimo poi spiega che abita assieme ai suoi colleghi su quest'isola da tempo e che stanno cercando di migliorarla ma nell'ultimo periodo il vulcano ha mostrato segni di attività e si rischia una possibile eruzione. I quattro appena arrivati decidono di dargli una mano a smaltire i rifiuti presenti sul luogo e formare delle barriere difensive per i detriti che potranno cadere dall'altro. L'eruzione arriva prima del previsto e tutti sono costretti a fuggire via, ma i Digimon che rischiano di morire sono troppi così Agumon evolve fino a diventare MetalGreymon e li aiuta, mentre Piyomon, divenuta Garudamon, cerca assieme a Sora di fermare il pericolo. Una volta giunte nel cuore del vulcano, vengono entrambe assalite dalla lava ma il forte legame che c'è tra le due si rivela provvidenziale e Garudamon evolve in Hououmon e sventa la minaccia. L'isola è salva e Junkmon invita Taichi e Agumon alle sorgenti termali, così si dividono e salutano Sora partita in volo con Birdramon. |                   |         |
| 53 | La rivolta delle terme Geko 「ゲコ温泉の乱」 - Geko onsen no ran – "La rivolta delle sorgenti termali Geko" | 20 giugno 2021    |         |
| 53 | Joe, Takeru, Hikari e i loro Digimon sono alla ricerca delle sorgenti termali ma trovano una landa di ghiaccio. Qui incontrano Kabukimon e un gruppo di Gekomon che li invitano a entrare nella villa del loro padrone, che sembra essere l'unico ad avere a disposizione una sorgente personale. I ragazzi così vedono TonosamaGekomon mentre si sta godendo la fonte d'acqua e vogliono entrare anche loro ma Kabukimon glielo impedisce. Questi gli spiega che sono stati loro a cancellare le altre terme per volere del loro signore, dopodiché TonosamaGekomon rapisce Gomamon e caccia tutti gli altri al di fuori dell'edificio. Joe intanto incontra Taichi, Agumon e altri Digimon e con essi escogitano un piano, ovvero quello di aprire delle sorgenti termali alternative all'esterno. Così il capo dei Gekomon si reca insieme alla sua truppa per andare a vedere di persona la situazione e Gomamon riesce a sfuggirgli. Agumon e Gomamon evolvono fino a diventare rispettivamente MetalGreymon e Zudomon e insieme sconfiggono TonosamaGekomon e il suo esercito. Alla fine vengono riaperte delle sorgenti termali per tutti e così i presenti, compresi il capo dei Gekomon e i suoi sottoposti, iniziano a rilassarsi. |                   |         |
| 54 | Rebellimon, il demone guerriero errante 「さすらいの戦鬼リベリモン」 - Sasurai no senki Riberimon – "Il guerriero errante, Rebellimon" | 27 giugno 2021    |         |
| 54 | Taichi e Greymon vogliono salvare un Cutemon in difficoltà ma vengono attaccati da un gruppo di Giromon, così Greymon evolve in MetalGreymon per sconfiggerli. Tuttavia arriva Rebellimon che elimina i nemici e poi attacca MetalGreymon ma lo scontro si conclude in parità e si ritira. Poco dopo Cutemon racconta di come conobbe Rebellimon che lo salvò da una brutta situazione e teme che possa morire continuando a sfidare degli avversari molto forti. Poco dopo Taichi e Agumon trovano Rebellimon alle prese con branco di Boarmon e lo aiutano a sconfiggerli. Calata la sera, Taichi prova a spiegare al Digimon di come potrebbe usare i suoi poteri ma vengono attaccati da Boltmon, vecchio rivale del Digimon solitario. Quest'ultimo decide di affrontare il suo avversario e con molta fatica riesce a sconfiggerlo. Alla fine Rebellimon poi fa amicizia con Cutemon e insieme partono per un viaggio alla ricerca di nuovi rivali, mentre Taichi e Agumon prendono un'altra direzione. |                   |         |
| 55 | La scuola dei Digimon è sotto attacco 「狙われたデジモン学校」 - Nerawa reta Dejimon gakkō – "La scuola Digimon presa di mira" | 4 luglio 2021     |         |
| 55 | Mimi e Palmon incappano in una scuola di Digimon gestita da Babamon e Jijimon. Con alcuni giri di parole, Babamon riesce a farle iscrivere all'istituto e sottopone entrambe a degli estenuanti allenamenti. Alla sera le due parlano con Jijimon che gli racconta la storia di un ex allievo che era arrivato al livello Definitivo ma che poi lasciò l'istituto perché era un delinquente. Il giorno successivo arrivano Taichi e Agumon a scuola e poco dopo si presentano anche BanchoMamemon, ovvero l'ex studente, e i suoi scagnozzi. Quest'ultimi portano subito scompiglio in giro e dopo una serie di scontri, Palmon divenuta Lilimon riesce ad evolversi in Rosemon e sconfiggere il teppista. BanchoMamemon si pente delle proprie azioni, così decide di iscriversi nuovamente per imparare dai propri errori. Alla fine Babamon assegna a Palmon il suo diploma mentre Mimi trova conferma di aver ottenuto il suo stemma guardando il proprio Digivice. |                   |         |
| 56 | Il lupo dorato della luna crescente 「三日月の金狼」 - Mikazuki no kinrō – "Il lupo della mezzaluna" | 11 luglio 2021    |         |
| 56 | Yamato e Gabumon si accampano in una foresta e qui il Digimon ha un sogno particolare che lo fa risvegliare. Sul luogo cade una fitta nebbia viola, così i due fuggono dal luogo ma incontrano Zanbamon, un Digimon dall'aspetto di un samurai a cavallo che brandisce due spade. Zanbamon uccide due compagni di Storabimon e si prepara ad eliminare anche quest'ultimo ma interviene Gabumon evolutosi in Garurumon che porta tutti quanti in salvo. Arrivati in una zona sicura, iniziano a pensare assieme ad altri Digimon come fare per sventare la minaccia. Calata la sera Yamato e WereGarurumon provano a sconfiggere il loro nemico con l'aiuto di Taichi e MetalGreymon ma anche evolvendosi ulteriormente non riescono a batterlo. Il mattino seguente Storabimon porta Yamato e il suo Digimon presso alcune rovine e qui ottengono una spada che potrebbe permettergli di battere Zanbamon. Così tornano ancora una volta nella foresta e dopo una serie di evoluzioni, Gabumon diventa CresGarurumon ed elimina Zanbamon con la spada dorata. |                   |         |
| 57 | Contatto con la Catastrofe 「破滅からの接触」 - Hametsu kara no Kontakuto – "Contatto con la distruzione" | 18 luglio 2021    |         |
| 57 | Taichi viene contratto da Koshiro che lo informa di continuare a seguire la direzione del proprio Digivice ma sia lui che Agumon vengono risucchiati all'interno di un vortice da un esercito di Algomon. Rimangono però sorpresi in quanto i Digimon si rivelano ostili e vengono accolti dal loro capo, il quale parla con il linguaggio umano. Questi gli spiega parzialmente il motivo del loro incontro, dopodiché sottopone Agumon ad una prova molto difficile rapendo Taichi e creando delle copie esplosive del ragazzo. Agumon fa molta fatica a trovare il suo vero amico e rimane vittima di varie esplosioni, ma alla fine riesce a far detonare tutte le copie e salva così Taichi. Dopo essersi riuniti, Agumon diventa WarGreymon e si prepara a fronteggiare gli Algomon. Taichi chiede al loro capo chi sia il loro creatore ma questi gli dice solo che quest'ultimo avrebbe messo fine a tutto, poi si dilegua, lasciando il ragazzo supporre che si tratti della Catastrofe imminente. |                   |         |
| 58 | Hikari, una nuova vita 「ヒカリ 新たな命」 - Hikari aratana inochi – "Hikari, nuova vita" | 25 luglio 2021    |         |
| 58 | Hikari, Takeru e i loro Digimon tornano nella foresta di Petaldramon e incontrano alcuni Digimon che vogliono mostrargli dove vengono tenute le Digiuova, ma Hikari si accorge che una di esse è fredda. Arrivano Taichi e Agumon e poco dopo si avventurano tutti quanti nella foresta per vedere il luogo di origine dello strano uovo. Qui vedono altre Digiuova nelle stesse condizioni e vengono attaccati dai Soulmon che però vengono messi in fuga. Dopo una breve indagine, appare il loro capo, SkullBaluchimon, ovvero un Digimon in grado di usare il ghiaccio che attacca la zona. Tailmon evolve in Angewomon e prova a sconfiggerlo ma la battaglia si sposta nella zona dove sono custodite le Digiuova e la situazione si fa critica. Hikari protegge l'uovo infreddolito e quest'ultimo si schiude grazie al potere della luce della bambina, così appare lo Stemma della Luce che dona nuova energia ad Angewomon che usa brevemente il potere di Ophanimon per battere il suo avversario facendolo tornare a essere un Digiuovo. Alla fine Hikari e Tailmon incontrano gli altri e mostrano di essere riuscite a proteggere le uova. |                   |         |
| 59 | I fulmini di Heraklekabuterimon 「電光ヘラクルカブテリモン」 - Denkō HerakuruKabuterimon – "Fulmini, HerakleKabuterimon" | 1º agosto 2021    |         |
| 59 | Koshiro e Tentomon fanno ritorno presso le rovine in cui si erano perse Mimi e Palmon e qui incontrano Taichi e Agumon. Poco dopo sentono la voce di Nanomon che gli mostra di aver catturato Whamon e li minaccia di farlo uccidere da GranKuwagamon. Per impedire che ciò avvenga devono partecipare a un gioco a indizi all'interno di un dungeon dove dovranno trovare Nanomon entro trenta minuti. Dopo una serie di vicissitudini che vedevano delle interpretazioni errate delle tracce fornite da Nanomon, Koshiro e Tentomon riescono a trovare in un'altra caverna Whamon imprigionato. Così Tentomon diventa AtlurKabuterimon e affronta GranKuwagamon, ma la forza del primo non basta e si evolve HerakleKabuterimon. Koshiro usa poi uno stratagemma per ingannare Nanomon facendolo uscire allo scoperto e sconfiggendolo assieme al suo servitore. Gli amici vengono liberati e scoprono che Nanomon era stato controllato dai SoundBirdmon, i servitori di Devimon. Alla fine Koshiro riceve sul suo Digivice lo Stemma della Conoscenza. |                   |         |
| 60 | Vikemon si avventura nei ghiacciai 「氷河を征くヴァイクモン」 - Hyōga o yuku Vaikumon – "Vikemon, conquistatore dei ghiacciai" | 8 agosto 2021     |         |
| 60 | Joe, Gomamon e altri Digimon vagano tra alcuni ghiacciai e incontrano Mimi che li porta a bordo di un Blimpmon. Dopo essersi rifocillati, Joe racconta a Mimi che lui e i suoi compagni erano alla ricerca della causa scatenante che aveva portato le terme ancora una volta a prosciugarsi. Mimi si offre di dargli una mano ma il Digimon dirigibile viene attaccato da un galeone di pirati comandato da Olegmon che li intima di arrendersi. Siccome il gruppo di Joe non vuole farsi sottomettere, gli uomini di Olegmon fanno fuoco e rischiano di far precipitare il loro velivolo, così interviene TonosamaGekomon che riesce a proteggere tutti quanti ma lui, Joe e Gomamon vengono fatti prigionieri dalla nave nemica. Gli ultimi due fuggono dalla cella in cui sono stati rinchiusi e si fanno raccontare la storia dell'equipaggio da un Gawappamon, che spiega che la loro isola fu contaminata e perciò furono costretti a recarsi altrove per trovare nuove risorse. A questo punto il duo arriva sul ponte di comando e sfida apertamente Olegmon che accetta. Lo scontro si sposta su un ghiacciaio e qui Gomamon si evolverà in Vikemon e batterà Olegmon. Alla fine Joe e gli altri decidono di dare una mano alla ciurma di Olegmon e li portano presso una nuova isola dove potranno vivere in serenità, dopodiché Joe riceve sul proprio Digivice lo Stemma dell'Affidabilità. |                   |         |
| 61 | Un posto in cui tornare 「帰りたい場所へ」 - Kaeritai basho e – "Un posto in cui tornare" | 15 agosto 2021    |         |
| 61 | Taichi e Agumon si trovano su una catena montuosa e vedono il castello di ElDoradimon, così decidono di raggiungerlo. Qui incontrano Leomon, Takeru e Patamon e quest'ultimi due spiegano di voler aiutare ElDoradimon ad arrivare in cima alla montagna in quanto desidera tornare nel continente di Cloud. Dopo aver discusso sul da farsi, tutti i presenti decidono di dare una mano al possente Digimon ad arrivare a destinazione, così Patamon e Agumon evolvono rispettivamente Angemon e MetalGreymon e forniscono il loro sostegno. Nonostante le difficoltà, il gruppo non demorde e tenta in ogni modo di aiutare il loro gigantesco amico ma a un certo punto, Gravimon e Takeru fanno un discorso sulla speranza. Gravimon se ne va e Takeru continua a dirigere l'operazione, così alla fine riescono a portare il Digimon in cima al monte ma questo non riesce a sostenere il suo peso e inizia a farlo cadere insieme a Takeru. Gravimon li salva grazie ai suoi poteri, così Angemon si evolve in HolyAngemon e combina la sua forza con quella di Gravimon e insieme riescono a creare per un breve lasso di tempo delle ali per ElDoradimon che riesce a superare il passaggio. |                   |         |
| 62 | Le lacrime di Shakkoumon 「シャッコウモンの涙」 - Shakkoumon no namida – "Le lacrime di Shakkoumon" | 22 agosto 2021    |         |
| 62 | Agumon e Taichi incontrano Sora, Piyomon e altri Digimon in una valle e qui decidono di dare una mano con alcuni lavori. Ad un certo punto dal terreno emerge Shakkoumon che inizia a distruggere tutto e obbliga gli altri ad evacuare dal villaggio. MetalGreymon e Garudamon lo affrontano ma Shakkoumon smette di muoversi, così viene avviata una spedizione fra le rovine e qui Sora trova una statuetta raffigurante il Digimon di prima. Dopo aver appreso il passato di quest'ultimo tramite alcune visioni, Shakkoumon torna all'attacco e WarGreymon ingaggia un combattimento con lui ma viene interrotto da Garudamon che vuole fermarlo al posto suo. Sora spiega che il Digimon è un guardiano ed è convinto di dover proteggere ancora la terra in cui vive, così grazie all'aiuto di Hououmon riescono a sigillarlo, permettendogli così di riposare in pace. Alla fine Taichi, Sora e i loro Digimon riprendono il loro viaggio e salutano tutti gli altri. |                   |         |
| 63 | Lo Stemma del Coraggio 「勇気の紋章」 - Yūki no monshō – "Lo stemma del coraggio" | 29 agosto 2021    |         |
| 63 | Taichi, Sora e i loro Digimon entrano all'interno di un castello protetto da Knightmon e qui iniziano ad inseguire un uccello dorato. Taichi si ritrova dinanzi ad un essere dalle sembianze femminili completamente avvolto dalla luce che decide di sottoporlo ad una prova di coraggio, dopodiché scompare nel nulla. Il ragazzo si sveglia in una foresta dove la vegetazione è morta e qui salva un Botamon con il quale fronteggia svariati pericoli. Ad un certo punto l'intera area viene avvolta da fiamme verdi e vengono attaccati da un gruppo di Allomon, Taichi però non si arrende e il Botamon si evolve in Greymon e sconfigge i suoi avversari. Poco dopo il Digimon regredisce a Botamon e poi diventa lo Stemma del Coraggio, a questo punto Taichi torna a parlare con l'essere di prima che afferma che la chiave del vero potere è il cuore. Alla fine il ragazzo si ricongiunge ai suoi amici e apprende di aver ottenuto lo Stemma del Coraggio. |                   |         |
| 64 | La determinazione degli angeli 「天使たちの決意」 - Tenshi-tachi no ketsui – "La determinazione degli angeli" | 5 settembre 2021  |         |
| 64 | Durante un sogno, Takeru e Patamon vedono lo spirito di Devimon che li avvisa che la Grande Catastrofe distruggerà tutto, poi quando si risvegliano incontrano Hikari e Tailmon e riprendono il viaggio insieme. Nel frattempo la base di Wisemon viene attaccata da alcuni Digimon nemici, così Takeru, Hikari e i loro Digimon si recano sul luogo per dare una mano ai loro alleati. Poco dopo sopraggiungono gli altri membri del gruppo e si riuniscono per fronteggiare Deathmon, un Digimon nato da numerosi Soundbirdmon, che inizia a distruggere l'intero Mondo Digitale. Così Patamon e Tailmon evolvono in Seraphimon e Ophanimon e sconfiggono Deathmon, tuttavia quest'ultimo afferma che la vera Grande Catastrofe sta per avere inizio, così in un altro luogo nasce Negamon. Alla fine gli Stemmi dei ragazzi scompaiono e si apre un buco bianco nel cielo, dal quale si intravede un piccolo Digimon. |                   |         |
| 65 | La Grande Catastrofe, Negamon 「巨大な破滅ネガーモン」 - Kyodai na hametsu Negāmon – "La Grande Catastrofe: Negamon" | 12 settembre 2021 |         |
| 65 | Il Mondo Digitale sta iniziando a collassare creando degli strani fenomeni e Lopmon ritiene che porteranno alla distruzione di ogni cosa. Ad un certo punto dai vari buchi nel cielo iniziano a scendere dei lunghi tentacoli e uno di questi rapisce tutti i ragazzi, separandoli dai loro Digimon, e vengono portati in uno spazio bianco. Mentre stanno cercando di fare il punto della situazione, incontrano Negamon e il capo degli Algomon, e quest'ultimo gli spiega che l'antica guerra avvenne per volontà del suo signore. Intanto che i Digimon cercano di raggiungere i loro partner, Algomon espone il motivo per cui la distruzione di tutto è fondamentale per la soddisfazione di Negamon. Con un po' di fatica, i Digimon arrivano dai ragazzi e si evolvono per aiutarli nella lotta contro Algomon, che riescono a sconfiggerlo dopo una dura battaglia, ma prima di morire questi annuncia che è arrivato il momento che Negamon consumi tutto ciò che vuole e così nel mondo reale il cielo inizia a mutare. |                   |         |
| 66 | L'ultimo miracolo, l'ultimo potere 「最後の奇跡 最後の力」 - Saigo no kiseki saigo no chikara – "L'ultimo miracolo, il potere finale" | 19 settembre 2021 |         |
| 66 | Mentre la Grande Catastrofe sta per avere inizio, i ragazzi combattono contro Negamon che si evolve in Kuzurumon. Quest'ultimo viene apparentemente distrutto da WarGreymon e MetalGarurumon, ma si evolve invece in Abaddomon che trasforma Koshiro, Mimi, Sora, Joe e i loro Digimon in entità spiritiche, ingoia Seraphimon e Ophanimon e si dimostra un terribile avversario per WarGreymon e MetalGarurumon. Poiché tutto sembra perduto, persone da tutto il mondo inviano le loro speranze ai ragazzi, ripristinandoli, mentre gli spiriti di Devimon e SkullKnightmon appaiono inaspettatamente per salvare Seraphimon e Ophanimon. I Digimon incanalano le speranze del mondo intero su WarGreymon e MetalGarurumon che si fondono nuovamente in Omegamon, il quale insieme a Taichi e Yamato irrompono nel cuore di Abaddomon per distruggere il Digimon malvagio e porre fine alla Grande Catastrofe una volta per tutte. |                   |         |
| 67 | La fine dell'avventura 「冒険の果て」 - Bōken no hate – "La fine dell'avventura" | 26 settembre 2021 |         |
| 67 | Mentre gli altri Digimon combattono contro il globo di Abaddomon, Omegamon lo affronta nel suo corpo centrale, ma viene quasi sconfitto. La determinazione dei ragazzi fa in modo che Omegamon si trasformi in Omegamon Alter-S, il quale riesce infine a distruggere Abaddomon e porre ufficialmente fine alla Grande Catastrofe. Abaddomon si ritrasforma in un Digiuovo che svanisce nel nulla e i Digivice dei ragazzi ripristinano i danni che sono stati fatti sia al Mondo Digitale che a quello reale. Successivamente i Digimon celebrano la salvezza del loro mondo, i digiprescelti invece tornano nel mondo reale per riprendere le loro vite di prima assieme ai loro partner che hanno deciso di vivere con loro in segreto, ad eccezione di Taichi che ha scelto di rimanere assieme ad Agumon nel Mondo Digitale per proseguire la sua avventura. |                   |         |

## Home Video

### Giappone
Digimon Adventure: è stato distribuito in Giappone in DVD e Blu-ray da Happinet in un primo cofanetto uscito il 2 dicembre 2020 e contenente i primi 12 episodi. Gli episodi dal 13 al 24 sono stati pubblicati in un secondo cofanetto il 3 marzo 2021. Gli episodi dal 25 al 36 sono usciti in un terzo cofanetto il 2 giugno 2021. Gli episodi dal 37 al 48 sono usciti in un quarto cofanetto il 3 settembre 2021. Gli episodi dal 49 al 67 sono stati inclusi nel quinto e ultimo cofanetto il 2 febbraio 2022.
| Volume | Episodi | Data di pubblicazione |
| ------ | ------- | --------------------- |
| 1      | 1-12    | 2 dicembre 2020       |
| 2      | 13-24   | 3 marzo 2021          |
| 3      | 25-36   | 2 giugno 2021         |
| 4      | 37-48   | 3 settembre 2021      |
| 5      | 49-67   | 2 febbraio 2022       |